# Vía biliar
La vía biliar es un conjunto de ductos intra y extrahepáticos por los que discurre la bilis producida en el hígado hasta desembocar en la segunda porción del duodeno.

## Anatomía de la vía biliar
La bilis que excretan los hepatocitos dentro del hígado, es recolectada por finos canalículos bilíferos que van confluyendo en canales bilíferos de mayor calibre.

### Vía biliar intrahepática

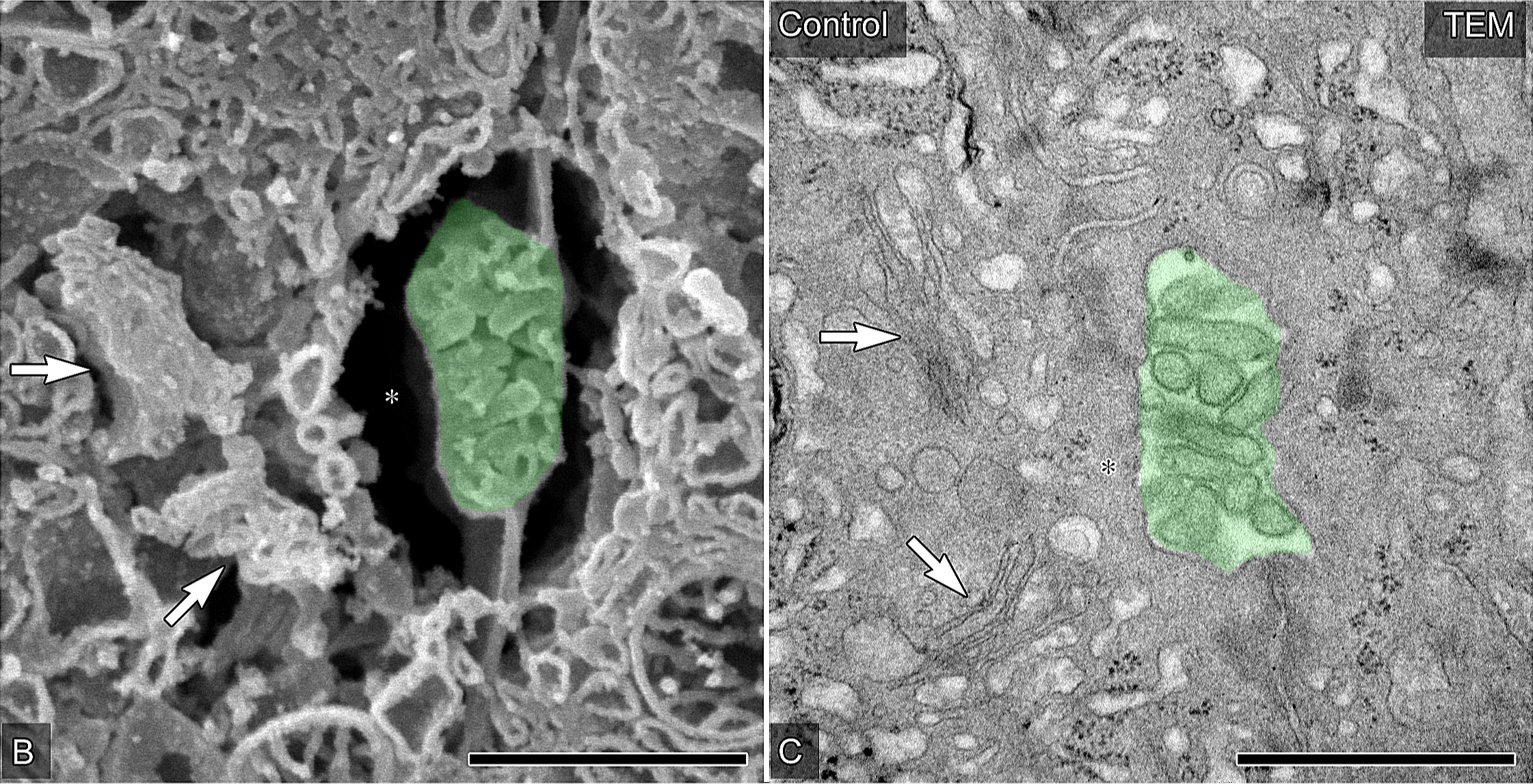
Canalículo biliar en verde, limitado entre dos hepatocitos. B) Izquierda imagen de microscopio electrónico de barrido (SEM), C) derecha imagen microscopio electrónico de transmisión (TEM).

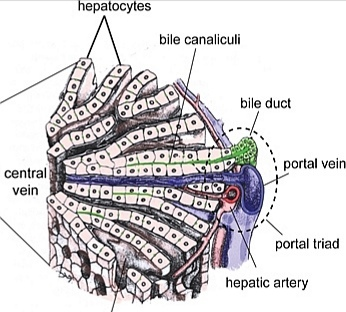
Canalículos en verde (bile canaliculi) entre dos cordones de hepatocitos. Bile Duct muestra un conducto biliar interlobulillar.

Cordones de hepatocitos, limitando los canalículos biliares (en verde).

Los canalículos biliares en su origen, están delimitados por hepatocitos  adyacentes. Los hepatocitos secretan la bilis como producto de su metabolismo.

La bilis es necesaria para la digestión de los alimentos, contiene sales biliares formadas a partir del ácido glicocólico y ácido taurocólico, que derivan de la molécula de colesterol.

Cada porción hepática tiene su conducto biliar (derecho e izquierdo); ambos se funden en un conducto hepático común.

### Vía biliar extrahepática
Los conductos biliares derecho e izquierdo se funden en un conducto hepático común.
El conducto hepático común se une al conducto cístico para formar el conducto colédoco encargado de llevar la bilis hasta la porción descendente del duodeno.
La vesícula biliar está alojada en la fosa de la vesícula biliar, en la cara visceral del hígado. Consta de un fondo, cuerpo, infundíbulo y cuello que se continúa con el ducto cístico. La túnica mucosa es sumamente irregular, en forma de panal de abeja, antes de continuarse con el ducto cístico. En la vesícula la secreción biliar se almacena hasta que un estímulo adecuado causa su liberación por la contracción de su pared muscular sin embargo
La bilis, a partir de la unión entre el conducto cístico y el conducto hepático común, sigue por el conducto colédoco que discurre por el borde libre del momento menor (ligamento hepatoduodenal). Luego se coloca por detrás de la porción superior del duodeno, atraviesa la cabeza del páncreas para drenar finalmente en la porción descendente del duodeno en la papila duodenal unido al ducto pancreático. La arteria hepática derecha emite la arteria cística destinada a la irrigación de la vesícula biliar. Las relaciones entre la arteria cística y el ducto cístico son de importancia quirúrgica en la extirpación de la vesícula biliar (colecistectomía).

## Pruebas de imagen de la vía biliar
La vía biliar puede visualizarse gracias a:
- Radiografía simple: sólo podrá verse la vía biliar en caso de neumobilia importante o ante la presencia de un cálculo biliar.
- Ecografía: visualiza cálculos biliares, sobre todo en la vesícula biliar, y hasta en el 60% si se encuentran en el colédoco. También detecta dilataciones de la vía biliar.
- Colangiopancreatografía retrógrada endoscópica: (CPRE) consiste en la visualización a través de endoscopia digestiva alta, la ampolla hepatopancreatica (en la antigua nomenclatura, conocida como ampolla de Vater) y la introducción de contraste radiopaco. Tiene una fiabilidad del 90% tanto diagnóstica como terapéutica para visualizar la vía biliar distal.
- Colangiografía transparietohepática: (CTPH), tan eficaz como la CPRE, sobre todo para visualizar la vía biliar proximal.
- TAC: Reservado para las neoplasias que obstruyen la vía biliar.

## Enfermedades de la vía biliar
- Litiasis biliar: es la presencia de cálculos en la vía biliar, siendo la causa más frecuente de cólico biliar. La litiasis biliar puede ser según su localización:
  - Colelitiasis: el cálculo se localiza en la vesícula biliar.
  - Colédocolitiasis: el cálculo se encuentra en el colédoco.
- Colecistitis.
- Colangitis.
- Ileo biliar.
- Cáncer de la vía biliar.